# Eugênia Ana dos Santos
Eugênia Ana dos Santos, Mãe Aninha, Ọbá Bii, (Salvador, 13 de julho de 1869 — Salvador, 3 de janeiro de 1938) Ialorixá, fundadora do terreiro de candomblé Ilê Axé Opô Afonjá em Salvador e no Rio de Janeiro.

## Vida
Eugênia Ana dos Santos nasceu no dia 13 de julho de 1869, às dez horas da manhã, na rua dos Mares 76, em Salvador, Bahia. Filha de afro-brasileiros da nação Gurunsi (ou Grunci): Sérgio José dos Santos (chamado, em gurunsi, Aniió) e Leonídia Maria da Conceição Santos (chamada, em gurunsi, Azambrió). Não há informação sobre os avós paternos e maternos. Seu registro de nascimento fora efetuado pela própria Eugênia Ana dos Santos, no cartório do subdistrito do Paço, rua do Tingui 97, CEP 40040-380, Salvador, Bahia, no dia 7 de junho de 1937.
Foi iniciada na nação Queto em 1884, aproximadamente, pela ialorixá Marcelina da Silva, Obá Tossi, na rua dos Capitães, residência de Maria Júlia de Figueiredo, Omoniquê. Maria Bibiana do Espírito Santo, Mãe Senhora, Oxum Muiuá, conta que depois da morte de Marcelina da Silva, Eugênia Ana dos Santos, fez santo Afonjá no Engenho Velho, com Tia Teófila, Bamboxê e Tio Joaquim. Indagada sobre essa segunda feitura no santo, Maria Bibiana do Espírito Santo afirmou que “isso tinha que ser feito, porque Xangô deu dois nomes na terra de Tapa, Ogodô e Afonjá”.
Fundou o Ilê Axé Opô Afonjá no Rio de Janeiro em 1895 e em Salvador em 1910. Em 1936, reinaugurou o Ilê Iá, instituiu o Corpo de Obás de Xangô (Ministros de Xangô) com Martiniano Eliseu do Bonfim, lançou a pedra fundamental no novo barracão Ilê N'Lá e fundou a Sociedade Cruz Santa, no Ilê Axé Opô Afonjá em Salvador. Em 1937, participou do II Congresso Afro-Brasileiro em Salvador, a convite do escritor e etnólogo Edison Carneiro. Influenciou Getúlio Vargas, na promulgação do Decreto-Lei 1.202, no qual ficava proibido o embargo sobre o exercício da religião do candomblé no Brasil - contou com a ajuda de Oswaldo Aranha, seu filho-de-santo e chefe da Casa Civil e do ogã Jorge Manuel da Rocha.
Começou a mostrar-se doente em junho de 1936. Seu último barco, com suas últimas filhas de santo, saiu no dia 13 de dezembro de 1937. No dia 3 de janeiro de 1938, às quinze horas, ela faleceu - vítima de arteriosclerose, conforme atestado apresentado por seu médico Dr. Rafael Menezes, na casa de Iá no Ilê Axé Opô Afonjá. Às dezenove horas, o corpo foi transportado, em carro mortuário, do Ilê Axé Opô Afonjá para a Igreja de Nossa Senhora do Rosário dos Pretos, no centro histórico de Salvador, Pelourinho, onde ficou exposto até as quinze horas do dia seguinte, quando saiu o cortejo fúnebre. No dia 4 de janeiro de 1938 foi sepultada no Cemitério da Quinta dos Lázaros, Irmandade de São Benedito, com todas as formalidades de praxe do candomblé e da religião católica. Então, seguiu-se o axexê no Ilê Axé Opô Afonjá.
Em 3 de janeiro de 1945, foi realizada a obrigação de Acú (ou obrigação dos sete anos), o último dos compromissos da Sociedade para que a sua Iá Obá Bii obtivesse luzes e descanso eterno. Eugênia Ana dos Santos repousa num mausoléu, oferecido pela Sociedade Cruz Santa Opô Afonjá, no Cemitério da Quinta dos Lázaros, Irmandade de São Benedito, Salvador, Bahia.
| Eugênia Ana dos Santos por Deoscóredes Maximiliano dos Santos, Mestre Didi |
| --- |
| É imprescindível citar como fonte para o artigo do perfil biográfico de Eugênia Ana dos Santos o livro "História de Um Terreiro Nagô" de Deoscóredes Maximiliano dos Santos, Mestre Didi, porque ele compartilhou da vida dela, como agente direto e também espectador, e registrou, nesse livro, o dia-a-dia do Ilê Axé Opô Afonjá desde sua fundação. Para maiores detalhes sobre a importância desse livro para o estudo da biografia de Eugênia Ana dos Santos, ler o artigo do livro 'História de Um Terreiro Nagô'. Nesse documento, Mestre Didi escreve o nome de Mãe Aninha como "Eugênia Anna dos Santos" e a filiação como nome do pai "Sérgio dos Santos (Anió)" e da mãe como "Lucinda Maria da Conceição' (Azambrió)". Essas informações são diferentes das registradas na certidão de nascimento. |

### Iniciação Religiosa
Segundo Marcos Santana, as possibilidades de pesquisa sobre os processos de iniciação de Eugênia Ana dos Santos "ainda não foram esgotadas". Em seu livro 'Mãe Aninha de Afonjá: um mito afrobaiano', escreve:
"(...) é de aceitação universal que a jovem Eugênia Ana dos Santos teria sido iniciada na nação Queto em 1884, aproximadamente, pela insigne Ialorixá Marcelina da Silva, Obá Tossi, na rua dos Capitães, residência de Maria Júlia de Figueiredo, Omoniquê."
Maria Salete Joaquim cita Mãe Stella:

"Para se tornar mãe-de-santo tem que nascer, é uma escolha do Orixá. Ser mãe-de-santo é dom, porque a pessoa tem que ser dotada para exercer o cargo. Se a pessoa não for dotada ela pode saber o máximo, mas nunca será Mãe."
Os pais de Eugênia Ana dos Santos imprimiram-lhe um sentido religioso profundo, advindo das antigas tradições gurunsis. Segundo Agenor Miranda Rocha, Pai Agenor:
"Foi iniciada ainda criança para Iá Grimborá, divindade da nação Grunci, de seus pais africanos"
Mãe Stella, em seu livro 'Meu Tempo é Agora' escreve:
"A Ialorixá era descendente de africanos gurunsis. Foi iniciada no culto aos Orixás iorubás, popularmente chamado Queto, cultuando, também, as divindades familiares, gurunci. Construiu uma casa para Iá, Orixá Obinrim correspondente à Iemanjá dos iorubás. Outras divindades grunci são cultuadas na casa de Iá; um culto à parte, diferenciado."
"(...) Mãe Aninha era de Xangô, filha de santo de Iá Marcelina - Obá Tocim, do Candomblé do Engenho Velho, o Axé Iá Nassô Ocá."
Dentro do Ilê Axé Opô Afonjá de Salvador existe naquele espaço sagrado a casa de Iá - Imenajá dos iorubás, de Grunci, local onde Mãe Aninha faleceu na presença de algumas de suas filhas de santo, dentre elas a Mãe Preta do Brasil, Senhora de Oxum. Mãe Agripina a Ialorixá que substituiu Mãe Aninha no Opô Afonjá do Rio de Janeiro, tinha o desejo de trazer os assentamentos de Iá para a casa carioca, a todo pedido de Mãe Agripina, a Matriarca Iá Obá Bii dispensava atenção, no entanto, não tomava a providência sem consulta ao Orixá, e recebeu de Iá-Iemanjá que somente sairia de onde estava para a casa que estava sendo construída em São Gonçalo, ou seja, no Opô Afonjá de Salvador. O antropólogo e professor emérito da Universidade Federal da Bahia (UFBA), Vivaldo da Costa Lima, em seu texto 'Candomblés da Bahia na década de 30' escreve:
"Utilizo aqui as informações que me foram confiadas pela ialorixá Senhora, Maria Bibiana do Espírito Santo, filha-de-santo de Aninha e bisneta-de-sangue de Marcelina Obatossi: – “Depois da morte de minha vó Marcelina é que minha mãe fez santo no Engenho Velho. Fez Afonjá, com minha tia Teófila, Bamboxê e Joaquim”. Indagada sobre essa segunda feitura no santo, Senhora me respondeu que “isso tinha que ser feito, porque Xangô deu dois nomes na terra de Tapa, Ogodô e Afonjá”. Senhora me disse ainda que o ajibonã de sua mãe-de-santo “foi homem, não foi mulher – Pedro do Cabeça, marido da finada Tia Tiana, Oloxun, mãe-de-santo de Popó, que morava na rua das Campelas."
Deoscóredes Maximiliano dos Santos, Mestre Didi, em seu livro 'História de Um Terreiro Nagô', escreve:
"Fez Xangô à Rua dos Capitães, em casa de Maria Júlia de Figueiredo (filha de Ianassô), que chefiava a casa, junto com Marcelina da Silva (Obá Tossi) e tio Rodolpho Martins de Andrade (Bamboxê), conhecido também como Êssa Obotikô. O Xangô de Aninha deu-lhe o nome de Obá Bii."

"Passados alguns anos, quando chegou o tempo determinado e Aninha completou os sete anos de iniciada, foram feitas novas obrigações, conforme determinação dos orixás, de modo que ela obtivesse poderes suficientes para exercer o cargo de uma das zeladoras do culto afro da Bahia, ou seja, para que fosse Ialorixá do tradicional Axé de Queto, de acordo com a história, ficando conhecida como Iá Obá Bii.

Eis por que, mesmo sendo descendente da nação gurunsi, fez Xangô Ogodô e Afonjá na nação Queto."
Resumo do percurso religioso de Mãe Aninha:
| Data           | Local                          |
| -------------- | ------------------------------ |
| não disponível | Casa Branca do Engenho Velho   |
| não disponível | Roça do Camarão (Rio Vermelho) |
| não disponível | Santa Cruz (Rio Vermelho)      |
| não disponível | Rua dos Capitães               |
| 1903           | Corriachito                    |
| 1907           | Ladeira da Praça               |
| 1910           | Ladeira do Pelourinho, 77      |

### Comerciante no Pelourinho
Tinha como atividade civil o comércio de quitutes, artesanato e produtos rituais africanos, com estabelecimento na Ladeira da Praça, no Pelourinho. Foi uma empreendedora muito bem sucedida. Segundo Marcos Santana:
"Diversos relatos dão conta de que Mãe Aninha era uma comerciante bem sucedida que ajudava os mais necessitados amparando-os e encaminhando-os para trabalhar na sua residência. Essa posição social iria refletir na aquisição em 1909, das terras no alto de São Gonçalo para a criação definitiva do Axé de Xangô Afonjá."
Deoscóredes Maximiliano dos Santos, Mestre Didi, em seu livro 'História de Um Terreiro Nagô', descreve:
"(...) Iá Obá Bii voltou a Salvador, para sua casa, à Ladeira do Pelourinho, onde tinha uma quitanda bem sortida de todos os ingredientes africanos e brasileiros para seu próprio uso e para vender também às pessoas que precisavam e procuravam comprar em suas mãos, para os devidos fins, nos respectivos terreiros de seitas africanas."
Mãe Stella comenta:
"A casa de Aninha da Ladeira da Praça era um verdadeiro pensionato gratuito, onde as protegidas ajudavam na confecção de doces muito bem aceitos naquele tempo".
 O sociólogo e doutor pela Universidade de Chicago Donald Pierson escreve:
"(...) Possui na cidade uma pequena loja onde vende vários artigos, inclusive usados nos rituais de culto; e sabendo os membros do mundo afro-brasileiro que esses artigos devem ser legítimos, uma vez que são vendidos por ela, a loja faz bom negócio." "Outra moda, que no século XIX serviu para marcar a alta classe daqueles (de qualquer sexo) que a adotassem era deixar que as unhas do indicador e polegar crescessem até bem compridas... e cortá-las em ponta aguda. Hoje em dia, ao passo que os brancos, na Bahia, não mais seguem essa moda, vêm-se, ocasionalmente, pessoas de destaque entre os negros - por exemplo, Mãe Aninha do candomblé de São Gonçalo - usando unhas excessivamente compridas."
Resumo dos endereços residenciais de Mãe Aninha:
| Data           | Local                     |
| -------------- | ------------------------- |
| não disponível | Rua dos Capitães          |
| 1903           | Corriachito               |
| 1907           | Ladeira da Praça          |
| 1910           | Ladeira do Pelourinho, 77 |

### Ialorixá no Ilê Axé Opô Afonjá
Eugenia Ana dos Santos, comprou a roça de São Gonçalo do Retiro em 1909 e lá fundou o Ilê Axé Opô Afonjá. Deoscóredes Maximiliano dos Santos, Mestre Didi, em seu livro 'História de Um Terreiro Nagô', escreve:
"(...) Aninha Iá Obá Bii residia na Ladeira do Pelourinho n.77, junto à Igreja de Nossa Senhora do Rosário, onde tinha posição de destaque, não só nas irmandades ali existentes como também na Igreja da Barroquinha. Foi quando, por ordem do seu eledá Xangô, comprou uma roça no alto de São Gonçalo do Retiro, onde organizou seu terreiro, fazendo uma grande casa para todos os orixás e as pessoas velhas que a acompanhavam, e realizando logo a inauguração do novo terreiro, denominado "Axé Opô Afonjá", com a iniciação de Agripina Souza, filha de Xangô. Agripina veio a ser a Ialorixá do Axé Opô Afonjá do Rio de Janeiro, situado e funcionando em Coelho da Rocha, Axé que lhe foi dado pela velha Aninha e que é uma espécie de sucursal carioca do Axé Opô Afonjá, casa matriz de onde ele nasceu.

No dia 27 de agosto de 1911, já com tudo mais ou menos organizado, foi feita a iniciação de Vevélha, filha de Oxum, e, em 7 de setembro, de Inezinha, filha de Oxalá, e de Faustina, filha de Iansã. A essa altura, lá Obá Bii já havia iniciado por suas próprias mãos 23 pessoas (sem contar as que foram iniciadas em casas particulares, e outras dentro do Axé, cujos nomes não chegaram ao conhecimento público por motivo ignorado) e mais 20 homens, como Alabê, Axogum, Ogã, etc. Existia também grande quantidade de pessoas sem postos na casa mas que tomavam parte e acompanhavam todo o ritual do Axé. Daí, Iá Obá Bii, com sua boa vontade, seu espírito batalhador e a ajuda de todos que a acompanhavam, continuou a construir o Axé, fazendo casas nos assentos já existentes para Exu, para Oxalá, esta com um quarto para as Aiabás, para a Iemanjá denominada Ilê lá, onde Mãe Aninha adorava Iá n'ilê Grunci (a mãe da terra dos gurunsis, na África), outra para Obaluaiê, além da de Oxóssi e da casa de Ilê Ibó Acú (casa de veneração aos mortos), que ficou situada perto da casa de Obaluaiê, pelos lados de baixo da roça."
Em 1921, Eugenia Ana dos Santos foi para a casa de José Theodório Pimentel, Balé Xangô, em Itaparica. Mãe Aninha era muito amiga da família Pimentel. José Theodório Pimentel ajudava Mãe Aninha desde os tempos da Ladeira da Praça. Essa viagem foi muito importante porque é a evidência de que Mãe Aninha fez a ponte entre o Ilê Axé Opô Afonjá em Salvador e o culto aos Eguns em Itaparica e nessa casa fez a iniciação tanto de Mãe Senhora quanto de Mãe Ondina, filhas do mesmo barco, suas sucessoras no Ilê Axé Opô Afonjá. Deoscóredes Maximiliano dos Santos, Mestre Didi, em seu livro 'História de Um Terreiro Nagô', escreve:
"Em 1921, Iá Obú Bii , Aninha, foi para a casa de José Theodório Pimentel (Balé Xangô), em Itaparica, fazer a iniciação da filha do dono da casa, Ondina Valéria Pimentel, filha de Oxalá - mais tarde, iaquequerê do Axé; de Senhora, filha de Xangô; de Filhinha, de Oxum; de Túlia, de Iemanjá, e de Vivi, de Obaluaiê. Tirou esse barco de iaôs com a ajuda de sua irmã lesse-orixá Fortunata de Oxóssi (Dagã), mãe legítima de Silvânia, filha de Airá, a Iamorô do Axé Opô Afonjá."
Mãe Aninha estava cercada de pessoas de sua confiança e sabia delegar. Em 1934, Mãe Senhora também já demonstrava grande espírito de liderança, conforme segue o relato de Deoscóredes Maximiliano dos Santos, Mestre Didi, em seu livro 'História de Um Terreiro Nagô':
"Mesmo na ausência de Aninha, prosperava o Axé, dirigido por pessoas de sua confiança. Assim, em 1934, por ocasião das festas de ano das Águas de Oxalá, estando Iá Obá Bii no Rio, foi feita a remodelação de um barracão de palha que havia em frente a casa de Oxalá, e Senhora, a então Ossidagã, mandou construir uma casa para Oxum, seu cledá, ao lado da casa de Oxóssi, para que os festejos fossem realizados conforme o calendário.
Em junho de 1935, Eugenia Ana dos Santos voltou do Rio de Janeiro para Salvador. Mandou desmanchar o barracão de palha em frente à casa de Oxalá para construir outro bem maior, mais acima, ao lado da atual porteira de acesso ao terreiro. Conforme Vivaldo da Costa Lima, na ausência de Mãe Aninha, chefiaram o terreiro sua irmã-de-santo Fortunata, a dagã do terreiro, Silvana, sua filha, a iamorô e Mãe Senhora, de Oxum, a ossidagã. Dirigiam elas as obrigações anuais; cuidavam dos filhos da casa; atendiam ao serviço diário dos santos, pois que certas obrigações, como a iniciação ou feitura do santo só poderiam ser feitas com a participação pessoal de Mãe Aninha.
No dia 29 de junho de 1936, instituiu o Corpo de Obá (ou Ministros de Xangô), tradição só conservada na Bahia no Ilê Axé Opô Afonjá. Mestre Didi comenta:
"O restabelecimento da antiga tradição dos Obás de Xangô veio dar ainda maior prestígio ao Opô Afonjá e demonstrar as qualidades e conhecimentos da Ialorixá Aninha Iá Obá Bii."
No dia 8 de novembro de 1936, Mãe Aninha, Obá Bii, fundou a Sociedade Cruz Santa no Ilê Axé Opô Afonjá.
Mãe Stella escreve sobre os tempos de Mãe Aninha:
"Iá Oba Bii era muito zelosa com coisas de hierarquia e auó. Tinha um grupo de filhas de santo mais velhas, e umas tantas quantas senhoras idosas, as Abás, responsáveis pela educação direta das filhas de santo. Depois da iniciação, mãe Aninha as deixava aos cuidados das velhas senhoras.

Tia Catú-Airá Tolá, filha de santo de mãe Aninha, na força de seus noventa e dois anos, nos conta muitas histórias. Ai da filha de santo que resolvesse passar por cima da hierarquia, indo queixar-se diretamente à Mãe-de-Santo! Não tinha nem graça... O grupo de abá, a que me referi, tinha de educar as iniciadas. Se estas não se comportassem muito bem, a culpa era atribuída à incompetência das mestras. O professor responde pelos discípulos, não é assim mesmo? Daí o zelo das mais velhas em transmitir conhecimentos que tinham recebido de seus mais velhos, aos mais moços. Ninguém ia querer receber uma advertência da Mãe-de-Santo, tendo a satisfação de mostrar que davam conta do recado, sabiam das coisas! Se a ialorixá entregava seu filho a uma Ojuboná, para tomar conta, é que confiava naquela pessoa, sentindo-se, até, desmoralizada em caso de falhas da mãe-pequena do iaô. Por tal motivo, procurou preencher seu Ebê com os cargos inerentes a um Axé. Sendo ela mestra maior, orientou a todos com sua força de caráter e disciplina."
'Marcos Santana' oferece uma proposta de como estaria formada a hierarquia do Ilê Axé Opô Afonjá em 1938:
1. Iialorixá - Obá Bii
2. Iá Quequerê - Iuim Tonã
3. Iá Dagã - Odé Gidê
4. Iá Morô - Airá Bai
5. Ossidagã - Oxum Muiuá
6. Otundagã - Maria Otum de Oçânhim[26]
7. Ajimudá - Ojeladê
8. Balé Xangô - Bamboxê, Essa Obiticô / José Teodoro Pimentel
9. Essa Oburô - Obá Sanhia / Tio Joaquim
10. Açobá - Bopê Oiá
11. Iá Ebê - Airá Tola
12. Oganlá - Ajagum Tundê
13. Olopondá - Vevelha
14. Sobaloju - Obá Caiodê

Segundo Vivaldo da Costa Lima, Mãe Aninha participava com devoção dos ritos e sacramentos da igreja católica - atitude dominante nas antigas mães-de-santo da Bahia: era Priora das Irmandades do Senhor Bom Jesus dos Martírios e de Nossa Senhora do Rosário, Provedora Perpétua de Nossa Senhora da Boa Morte, da Barroquinha, e Irmã Remida da Irmandade de São Benedito, nas Quintas.

### Últimos dias
Deoscóredes Maximiliano dos Santos, Mestre Didi, participou dos eventos narrados e conta em seu livro História de Um Terreiro Nagô: No dia 6 de junho, Mãe Aninha fez a iniciação de José, de Ogum; Cantulina, de Airá; Eutrópia, de Oxum. Adoecendo, teve que parar um pouco para descansar, deixando algumas iaôs para quando melhorasse - o que não aconteceu. (...)
Quando a morte se aproximou de Iá Obá Bii, às nove horas do dia 3 de janeiro de 1938, às nove horas, foi imediatamente reconhecida. Mãe Aninha, devido a seus profundos conhecimentos, estava ciente de seu fim e já tinha até a roupa preparada para o seu enterro. Chamou então seu neto, Didi, o Açobá, o Obá Aré Miguel de Sant'Anna, e a [[ossidagã Senhora. Imediatamente eles chegaram e se apresentaram ao lado da cama onde ela se encontrava, em um dos quartos da casa que atualmente é de Oçânhim.
Iá Obá Bii, já com a fala confusa, disse: "Obá Aré: Obá Abiodum fica como presidente da Sociedade, e você eu quero que fique ao lado de ossidagã, lessé orixá" (aos pés do orixá). Logo em seguida, virou a língua e falou, em iorubá, algumas coisas que nenhum deles entendeu. Então ela disse: "Não sabem o que perderam". E pediu que a levassem para a casa de Iá, onde, depois de ter feito alguns preceitos com o auxílio de suas filhas que, em sua maior parte, lá estavam, além de alguns Obás e Ogãs, perdeu a fala e veio a falecer às 15 horas, na presença de seu médico que chegou a tempo de vê-la dar o último suspiro.
Às 19 horas, depois de terem sido tomadas as providências necessárias, o corpo de Iá Obá Bii foi transportado, em carro mortuário, do Axé Opô Afonjá para a Igreja de Nossa Senhora do Rosário, onde ficou exposto até às 15 horas do dia seguinte, quando saiu o enterro.
À saída do carro mortuário acompanhado de oito ônibus, não se podia passar no Pelourinho, tal a quantidade de automóveis e a multidão de gente que acompanhava. Só em um dos livros de presença colocados na entrada da Igreja, havia registro de mais de oitocentas assinaturas.
Trazido para o carro mortuário, o caixão foi quase que arrebatado pelo povo, que fez questão de conduzi-lo nas mãos até o cemitério das Quintas, seguido do carro mortuário, dos ônibus super lotados, dos automóveis e de um número incalculável de pessoas a pé, interrompendo o trânsito por uma hora e quarenta e cinco minutos, segundo os jornais da época.
Na subida da Ladeira das Quintas, o caixão foi entregue aos Obás, Ogãs e filhos da casa, para que prestassem as obrigações que tinham por dever para com a Ialorixá morta. Ossidagã (Senhora) colocou-se à frente, saudou Xangô e, rogando a Deus pelo descanso eterno para sua Ialorixá, iniciou a cerimônia.
Iniciaram-se as cantigas de preceito. As pessoas que carregavam o caixão andavam um pouco, depois davam três passos para trás, três para a frente, e assim sucessivamente, até chegarem ao portão das Quintas, onde entregaram o caixão para aqueles que o haviam retirado da Igreja. Então encaminharam-se todos, no mais profundo silêncio, para o cemitério da Irmandade de São Benedito, onde foi feito o sepultamento, fazendo-se ouvir, na despedida à Mãe Aninha, Ajimudá (Martiniano Elizeu do Bonfim), e muitos outros oradores".
Vivaldo da Costa Lima, em seu texto 'Candomblés da Bahia na década de 30', escreve:
"O jornal o Estado da Bahia de 5 de janeiro publicou sobre o mesmo uma ampla matéria, em cinco colunas e com três fotografias. Segundo a mesma, mais de duas mil pessoas compareceram e acompanharam, a pé, o cortejo, até as Quintas; o comércio das imediações da Igreja do Rosário, no Taboão e na Baixa dos Sapateiros, cerrou suas portas em homenagem a Aninha, muito querida e respeitada na área e dela moradora, por longos anos, em casa vizinha à Igreja onde foi velado o seu corpo. Diz, ainda a reportagem, que o Cônego Assis Curvelo, na capela do cemitério, fez a encomendação do corpo, seguindo-se o sepultamento em cova recém-aberta". Falaram, na ocasião, vários oradores, entre estes o Sr. Álvaro MacDowell de Oliveira, em nome da União das Seitas Afro-Brasileiras da Bahia, o escritor Édison Carneiro, além de representantes do Centro Cruz Santa e da Irmandade do Rosário. Por fim, terminada a cerimônia, duas marinettis levaram grande número de amigos de Aninha para São Gonçalo, a fim de tomar parte nas cerimônias fúnebres preparatórias do axexê da querida mãe-de-santo". Devendo-se assinalar, aqui, o fato de entre os oradores, por ocasião do seu sepultamento, haver também estado o velho amigo e irmão Martiniano do Bonfim."
Mãe Stella comenta sua experiência:
"(...) Deixou o Axé em 1938, juntando-se a outros dignos ancestrais, levando consigo muito conhecimento que não teve tempo de passar. Quando faleceu, deixou um barco de iaô novíssimo; mal tinham acabado de dar o nome. Deve ter sido horrível! A cidade do Salvador parou com o falecimento de Iá Obá Bii."
"Lembro-me de minha tia, muito séria, conversando com o titio sobre a perda de uma jóia rara da Bahia. Nesse dia 3 de janeiro de 1938, vi titia chorar... Tinha doze anos. Tia Menininha (Archanja) era Sobaloju do terreiro de mãe Aninha."
Segundo depoimento de Mãe Cici, que ouviu uma história, no axexê de Mãe Aninha apareceram alguns eguns.
"Tinha um grande barracão, de taipa e palha de dendê. Então, quando teve o axexê de Mãe Aninha, o povo da parte de egum foi fazer. Aí o egum dela saiu e chamaram pra pegar o carneiro. Aquilo foi um assombro pro povo. Eles nunca tinham visto uma coisa daquela. Quem viu, me contou, uma criatura que era mais velha do que eu dez anos. Ela era pequena e pulava na ponta do pé pra poder enxergar. O povo todo gritando, no desespero, quando viu aquela figura pegar o carneiro, trazer e desaparecer no mato."

## Realizações
Segue abaixo uma introdução das principais realizações de Eugênia Ana dos Santos, Mãe Aninha, Obá Bii, enquanto Ialorixá do Ilê Axé Opô Afonjá. Segundo Marcos Santana:
"1936 pode ser considerado o ano das grandes realizações de Obá Bii na Roça de São Gonçalo. Após o longo período no Rio de Janeiro ela, ao retornar a Salvador, cumpre uma agenda típica de grandes políticos e estadistas. As metas do seu projeto de vida e da sua vocação fundadora se concretizam seguindo uma meta-pré-estabelecida".

### Fundação do Ilê Axé Opô Afonjá - Saúde, Rio de Janeiro - RJ, 1895
(em construção) Notas:
- 1886: Primeira visita de Mãe Aninha
- 1895: Mãe Aninha vem ao Rio com Bamboxê e Tio Joaquim e funda uma casa de santo no bairro da Saúde
- 1935: Mãe Aninha encarrega Mãe Agripina para cuidar do Afonjá no RJ
- 1944: localizado na rua Bela em São Cristóvão, Mãe Agripina transfere o Afonjá para Coelho da Rocha, São João do Meriti - RJ

### Fundação do Ilê Axé Opô Afonjá - São Gonçalo, Salvador - BA, 1910
O terreiro de candomblé Ilê Axé Opô Afonjá foi criado em 1910 por Eugênia Ana dos Santos, Mãe Aninha, Obá Bii, em Salvador, Bahia. Ela adquiriu a roça de São Gonçalo, de aproximadamente trinta e nove mil m², onde está situado o terreiro, em 1909. O local é distante do centro histórico de Salvador - Pelourinho - onde Mãe Aninha tinha residência civil na época. São Gonçalo era conhecido pelos sítios de laranjais e pelos diversos quilombos. Donald Pierson detalha as direções de acesso ao terreiro:
"Para se chegar à seita de uma conhecida mãe de santo, toma-se o bonde da Calçada para a periferia da cidade, passando-se por laranjais e pastos crescidos, até o matadouro, onde se desce: sobe-se depois por uma estrada íngreme, ladeada por plantas chamadas "nativos" (que dizem ser originárias da África), uricuris e outros coqueiros, até que depois de andar mais dois quilômetros, se chega a um cume que domina um verde vale, donde se pode ver a cidade, bem ao longe. Uma brisa fresca sopra do mar e tempera o calor do sol tropical. Entre palmeiras esparsas aninham-se várias casas, algumas elegantemente pintadas de branco, amarelo, verde e azul".

### Reinauguração do Ilê Iá - São Gonçalo, Salvador - BA, 1936
Em pesquisa. Aguardando livro Bahia de Todos os Santos de Jorge Amado, relançamento da Companhia das Letras, em Maio de 2010. Há no livro um relato dele, com a descrição desse evento.
Deoscóredes Maximiliano dos Santos, Mestre Didi, conta um pouco:
"Ainda em 1936, a Ialorixá Iá Obá Bii - Aninha - participou do II Congresso Afro-Brasileiro, realizado em Salvador, enviando uma comunicação sobre culinária litúrgica baiana. Os congressistas foram festejados no Axé, por ocasião da remodelação da casa de Iá, numa cerimônia que a todos impressionou, pela pureza e formosura do ritual.

### Lançamento da pedra fundamental do novo barracão, Ilê N'Lá - São Gonçalo, Salvador - BA, 1936
Deoscóredes Maximiliano dos Santos, Mestre Didi, escreve:
"Em 1936, como resultado do esforço e da orientação de Iá Obá Bii, levantaram a primeira pedra para a construção do atual barracão, numa festa que contou com a presença de todos da casa e das autoridades da época."
5. Instituição do Corpo de Obá - São Gonçalo, Salvador - BA, 1936'
Eugênia Ana dos Santos, Mãe Aninha, Obá Bii, introduziu o Corpo de Obá, ou Ministros de Xangô,  no Ilê Axé Opô Afonjá no dia 29 de junho de 1936 - ato inédito num terreiro de candomblé, na América. Foi auxiliada diretamente por Martiniano Eliseu do Bonfim, Ajimudá do Ilê Axé Opô Afonjá. Descreve Donald Pierson, num depoimento recolhido de Mãe Aninha a ele:
"(...) Minha seita é nagô puro, como o Engenho Velho. Tenho ressuscitado grande parte da tradição africana que mesmo o Engenho Velho tinha esquecido. Têm mãe de santo aí para os doze ministros de Xangô? Não! Mas eu tenho."
Escreve Mãe Stella:
"Com dignidade, auxiliada pelo Babalaô Martiniano Eliseu Bonfim, elo de ligação do Opó Afonjá com a Nigéria, introduziu no Novo Mundo o Corpo de obá, os Ministros de Xangô, responsáveis pelas coisas civis da Roça.

(...) seis da direita (otum) e seis da esquerda (ossi). Os obás da direita têm direito a voz e voto; os da esquerda, a voz.
Aos obás foi entregue o destino civil do Axé e, também, religioso. Eles são os Ministros de Xangô, seus representantes.
Ressalto que os obás da direita também têm o direito de pegar o Xerê de Xangô, em atos realizados no Barracão, em louvação ao referido orixá.

Os obás são especialmente chamados de "pai" pelos filhos de Xangô. Como Ministros de Rei, sentam-se ao lado da Ialorixá, a qual representa Xangô, conforme os títulos ocupados. Trocam o "jùba" com Ialaxé e demais autoridades religiosas, recebendo pedidos de bênçãos, por parte do ebê. São os representantes de direito da Sociedade Civil, incumbindo-lhes a tarefa de, junto a Iá e Conselho Administrativo, conduzir os bons caminhos do Axé, zelando, também, pela manutenção das tradições da Casa."
A denominação dos Obás se dá conforme segue:
- Os Obás da direita são: Cacanfó, Telá, Abiodum, Arê, Arolu e Ǫdofum.
- Os Obás da esquerda são: Onaxocom, Areçá, Elerim, Oni Coi, Olubom e Xorum.

### Fundação da Sociedade Cruz Santa - São Gonçalo, Salvador - BA, 1936
Eugênia Ana dos Santos, Mãe Aninha, Obá Bii, fundou a Sociedade Cruz Santa no Ilê Axé Opô Afonjá no dia 8 de novembro de 1936, dia da festa dedicada a Oxum. Escreve Mãe Stella:
"(...) Em 1936 criou a Sociedade Cruz Santa do Opô Afonjá, preservando, assim, a continuidade de nossa casa, evitando eventuais possíveis incidentes de sucessão, pós sua morte."
Deoscóredes Maximiliano dos Santos, Mestre Didi, conta:
"Foi organizada então a sociedade civil com o nome de Sociedade Beneficente Cruz Santa Opô Afonjá, tendo como presidente de honra o Sr. Martiniano Elizeu do Bonfim (Ajimudá), e a primeira diretoria como se segue: Presidente Arkelao de Abreu (Obá Abiodum), Vice-Presidente Miguel A. de Sant'Anna (Obá Aré), Secretário Tibúrcio Muniz (Ogã Ilê Ogum), Tesoureiro Jacinto Souza (Obá Odófin)."

### Participação no II Congresso Afro-Brasileiro - Salvador - BA, 1937
Eugenia Ana dos Santos, Mãe Aninha, Obá Bii, participou do II Congresso Afro-Brasileiro, organizado por Edison Carneiro, com o apoio de Arthur Ramos e Áydano do Couto Ferraz, quando apresentou o assunto 'Notas sobre comestíveis africanos - 25 receitas sobre culinária ritual' (sendo 24 com nome iorubá, sem tratar dos processos de preparo ritual), publicado no livro de Edison Carneiro "O Negro no Brasil" (Rio de Janeiro, Civilização Brasileira, 1940).
O primeiro Congresso Afro-Brasileiro foi realizado na cidade do Recife, em Pernambuco no ano de 1934, sob a liderança de Gilberto Freyre e tendo também como um dos idealizadores o poeta brasileiro Solano Trindade que além de poeta e folclorista era militante ativista que participou da fundação da Frente Negra Pernambucana, Centro de Cultura Afro-Brasileiro, Teatro Experimental do Negro. Waldir Freitas Oliveira, professor, escritor e membro da Academia de Letras da Bahia, comenta sobre o segundo Congresso Afro-Brasileiro:
"(...) Naquela reunião pretenderam, de uma certa forma, mostrar aos pernambucanos que haviam realizado em Recife, em 1934, liderados por Gilberto Freyre, o I Congresso Afro-Brasileiro. Nós, em Salvador, tínhamos idéias próprias sobre o problema do negro. Isso porque não concordávamos, integralmente, com a concepção de Gilberto Freyre sobre a formação social do Brasil e com a sua teoria sobre relações raciais.

Naquele encontro houve a tentativa da criação em Salvador de um núcleo de pesquisas dedicadas ao estudo da escravidão. Mas esse objetivo não foi adiante porque, com a insurreição comunista de 1935, Édison Carneiro esteve ameaçado de ser preso. E também porque, logo em seguida, veio o Estado Novo. Desse modo, aconteceu uma paralisação nessas atividades e ficamos, por algum tempo, sem estudos africanistas na Bahia. Mesmo assim, em 1937, Édison Carneiro publicou seu livro de estreia Negros bantus, editado no Rio de Janeiro."
Deoscóredes Maximiliano dos Santos, Mestre Didi, conta:
"Ainda em 1936, a Ialorixá Iá Obá Bii - Aninha - participou do II Congresso Afro-Brasileiro, realizado em Salvador, enviando uma comunicação sobre culinária litúrgica baiana. Os congressistas foram festejados no Axé, por ocasião da remodelação da casa de Iá, numa cerimônia que a todos impressionou, pela pureza e formosura do ritual."
Segundo Vivaldo da Costa Lima:

Ela havia voltado do Rio, um pouco adoentada, e nunca mais recuperou inteiramente a saúde. Mas fez uma festa, lá em São Gonçalo, no dia 14 de Janeiro, quando o terreiro está fechado. O noticiário do congresso diz que essa festa foi a melhor que houve durante o congresso. É bom que evoquem esses fatos, 50 anos depois de ocorridos: isso tudo aconteceu em 1937, quando uma mãe de santo tradicionalista e rigorosa não hesitou em organizar uma festa em seu terreiro, fora do calendário ritual, para uma finalidade que ela considerou, e o Xangô da casa com certeza confirmou, necessária a um propósito válido. Não houve, nesse caso, qualquer concessão indevida, nenhuma quebra de normas, mas o pleno exercício da capacidade de decidir. Dentro da coerência e dos princípios, e do ritmo da casa, como costumava dizer a ialorixá Senhora, Aninha cumpria o prometido a Carneiro e preparou depois, um pequeno trabalho sobre culinária africana, muito interessante, que está publicado no Negro no Brasil. Um trabalho sinóptico, extremamente despojado, mas suas receitas revelam claramente, no campo da comida ritual, o que significava para o povo de santo a reserva nas 'coisas de fundamento', porque Aninha apenas descreve 25 qualidades das comidas, todas com os nomes nagôs, menos uma, a "farofa", descritas - as que o foram - com extrema simplicidade, com breves referências ao ingrediente básico utilizado, mas nenhuma informação, no entanto, sobre a maneira de fazer e menos ainda ao seu possível emprego ritual no candomblé.

### Promulgação do Decreto-Lei 1 202 - Rio de Janeiro - RJ, 1939
O Decreto-Lei número 1 202, publicado em 8 de abril de 1939, dispõe sobre a administração dos Estados e dos Municípios, ou seja, descreve qual a competência de cada esfera do Estado e da Administração Pública. No artigo 33, parágrafo 3, lê-se: "É vedado ao Estado e ao Município: Estabelecer, subvencionar ou embargar o exercício de cultos religiosos;".
Esse fato é de suma importância porque, na época de Mãe Aninha, o exercício livre da religião do candomblé sofria de preconceito e perseguição policial. Embora o Decreto-Lei tenha sido publicado somente em 1939, consta que Mãe Aninha teria tido um encontro com o presidente Getúlio Vargas em data anterior, pois ela era sua conselheira espiritual, e Getúlio, no período da ditadura, com ela se cuidava espiritualmente. O encontro da Ialorixá com o Presidente, para tratativas sobre a Lei, aconteceu no Palácio do Catete, Rio de Janeiro, e foi promovido pelo chefe da Casa Civil, Oswaldo Aranha, que era filho-de-santo de Mãe Aninha, e do Ogã Jorge Manuel da Rocha.
Escreve Mãe Stella:
"Foi a responsável pela liberação do culto afro-brasileiro, bastante perseguido, nos primórdios do século, pela polícia. Candomblé era coisa de negros ignorantes, prática fetichista, a vergonha da Bahia - diziam. Obá Bii não hesitou: no Rio de Janeiro, onde residia na época, foi ter com Getúlio Vargas, obtendo a liberdade para a prática da religião dos orixás, pelo Decreto n.1202. A entrevista com o Presidente foi conseguida graças à ajuda de Oswaldo Aranha, então chefe da Casa Civil, amigo de mãe Aninha, e esforços do ogã Jorge Manuel da Rocha."